# 두브노

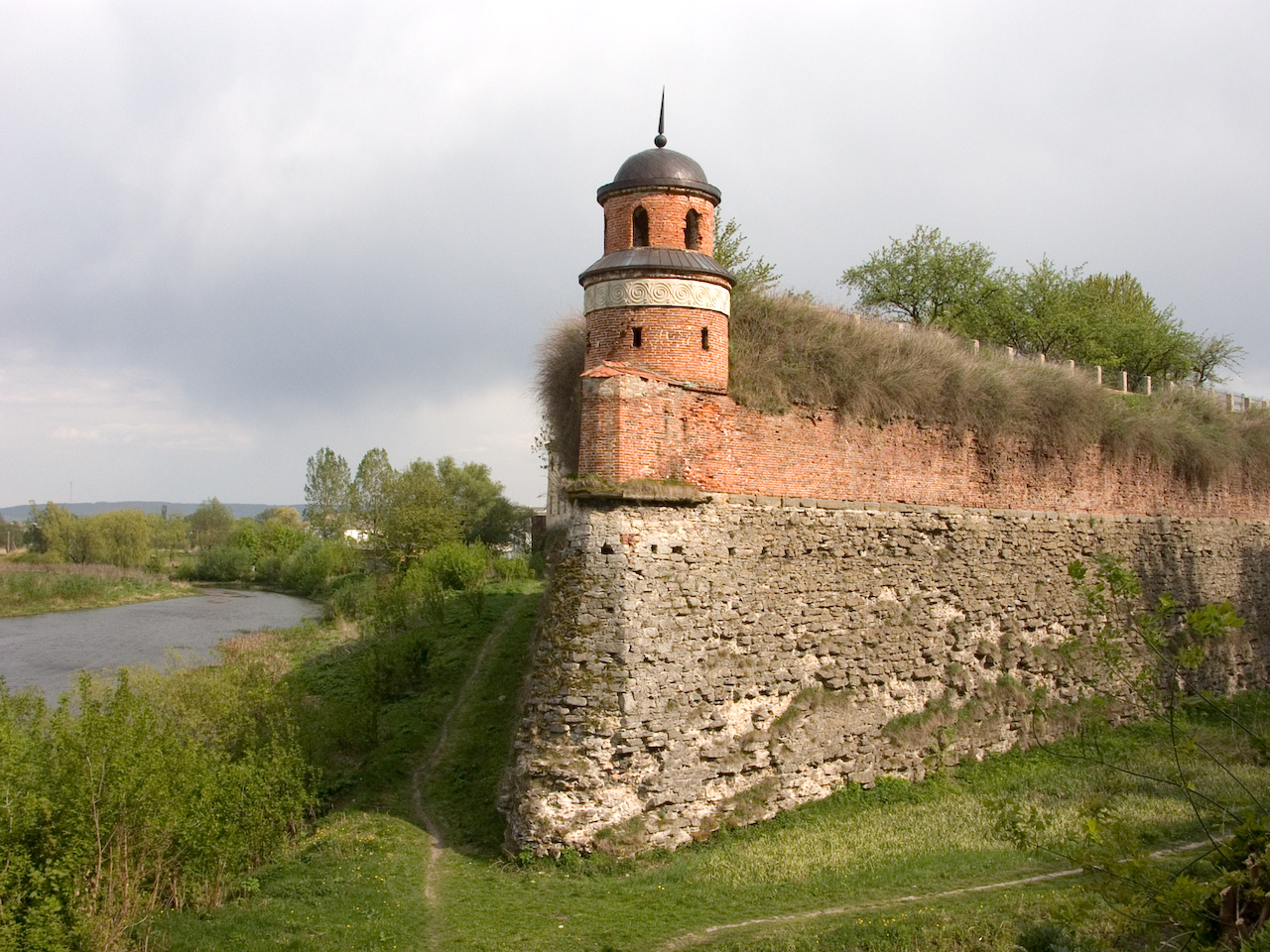
두브노 요새

두브노(우크라이나어: Дубно)는 우크라이나 서부에 위치한 리우네주의 도시로 면적은 27km2, 높이는 200m, 인구는 38,073명(2014년 기준), 인구 밀도는 1,409명/km2이다.

## 같이 보기
- 바르샤바 전투 (1920년)